# Chen Mingshu
Chen Mingshu (ur. 4 grudnia 1889 w Lianzhou, zm. 15 maja 1965 w Pekinie) – chiński wojskowy i polityk.
Pochodził z Hepu w prowincji Guangdong. Ukończył szkołę wojskową w Nankinie, gdzie zapoznał się z ideami republikańskimi. Wstąpił do Ligi Związkowej i wziął udział w rewolucji Xinhai. Po obaleniu monarchii studiował w wojskowej Akademii Baoding. W 1915 roku sprzeciwił się monarchistycznym zapędom Yuan Shikaia i próbował przeprowadzić zamach na gubernatora Guangdongu. Zdemaskowany przed realizacją planu, został wtrącony do więzienia, udało mu się jednak zbiec i uciec do Japonii.
Podczas pobytu na emigracji w Japonii ukończył studia ekonomiczne, po powrocie do Chin wstąpił na służbę u Chen Jiongminga i w 1920 roku został mianowany dowódcą jednego z oddziałów. Zerwał jednak z Chenem w 1922, gdy ten wystąpił przeciwko Sun Jat-senowi. Później uczestniczył w walkach sił Kuomintangu przeciwko Chenowi. W 1926 roku wziął udział w ekspedycji północnej, po zajęciu Wuhanu został mianowany dowódcą tamtejszego garnizonu. W latach 1928–1931 był gubernatorem prowincji Guangdong. Zrezygnował z tego stanowiska po tym, jak Hu Hanmin zbuntował się przeciwko władzy Czang Kaj-szeka i zorganizował w Kantonie separatystyczny rząd. Nie chcąc mieszać się w konflikt, wyjechał do Hongkongu. W jednym z hongkońskich hoteli, gdzie zatrzymał się Chen, wybuchł pożar. Chcąc ratować życie, wyskoczył z okna i połamał nogi, w konsekwencji czego do końca życia musiał poruszać się o lasce.
Po powrocie z Hongkongu w grudniu 1931 objął urząd wicepremiera oraz ministra komunikacji. W styczniu 1932 roku uczestniczył w obronie Szanghaju przed Japończykami podczas tzw. incydentu szanghajskiego. W tym okresie zaczął się oddalać od Kuomintangu, powołując do życia własną niewielką partię o charakterze socjaldemokratycznym. W listopadzie 1933 roku przyłączył się do wznieconej na terenie prowincji Fujian przez generała Cai Tingkaia rewolty przeciwko rządowi nankińskiemu. Po klęsce powstania zbiegł do Hongkongu, gdzie nawiązał współpracę z Li Jishenem.
Po wybuchu w 1937 roku wojny chińsko-japońskiej powrócił do Chin, gdzie założył niewielkie ugrupowanie polityczne opozycyjne wobec polityki Czang Kaj-szeka. W 1949 roku pozostał w zajętych przez komunistów Chinach, zostając deputowanym Ludowej Politycznej Konferencji Konsultatywnej Chin oraz członkiem władz krajowych Rewolucyjnego Komitetu Chińskiego Kuomintangu. Publicznie potępiony w trakcie kampanii przeciwko prawicowcom w 1957 roku, został zmuszony do złożenia samokrytyki i rezygnacji ze wszystkich zajmowanych stanowisk.